# Giải quần vợt Wimbledon 2022 - Đôi xe lăn quad
Andy Lapthorne và David Wagner là đương kim vô địch, nhưng thua trong trận chung kết trước Sam Schröder và Niels Vink, 7–6(7–4), 2–6, 3–6.

## Hạt giống
1. Sam Schröder /  Niels Vink (Vô địch)
2. Andy Lapthorne /  David Wagner (Chung kết)

## Kết quả

### Từ viết tắt
| - Q = Vòng loại - WC = Đặc cách - LL = Thua cuộc may mắn - Alt = Thay thế - SE = Miễn đặc biệt | - PR = Bảo toàn thứ hạng - w/o = Thắng nhờ đối thủ rút lui trước trận đấu - r = Bỏ cuộc giữa trận đấu - d = Bị xử thua - SR = Xếp hạng đặc biệt |

### Chung kết
|  | Bán kết | Bán kết                      | Bán kết | Bán kết                     | Bán kết |                         |    | Chung kết | Chung kết | Chung kết | Chung kết | Chung kết |  |
|  |         |                              |         |                             |         |                         |    |           |           |           |           |           |  |
|  | 1       | Sam Schröder Niels Vink      | 6       | 6                           |         |                         |    |           |           |           |           |           |  |
|  | 1       | Sam Schröder Niels Vink      | 6       | 6                           |         |                         |    |           |           |           |           |           |  |
|  |         | Heath Davidson Ymanitu Silva | 2       | 2                           |         |                         |    |           |           |           |           |           |  |
|  |         | Heath Davidson Ymanitu Silva | 2       | 2                           | 1       | Sam Schröder Niels Vink | 64 | 6         | 6         |           |           |           |  |
|  |         |                              |         |                             |         | Sam Schröder Niels Vink | 64 | 6         | 6         |           |           |           |  |
|  |         |                              | 2       | Andy Lapthorne David Wagner | 7       | 2                       | 3  |           |           |           |           |           |  |
|  |         | Donald Ramphadi Koji Sugeno  | 2       | Andy Lapthorne David Wagner | 7       | 2                       | 3  | 3         | 4r        |           |           |           |  |
|  |         |                              |         |                             |         |                         |    | 3         | 4r        |           |           |           |  |
|  | 2       | Andy Lapthorne David Wagner  | 6       | 3                           |         |                         |    |           |           |           |           |           |  |